# Gustav von Vaerst
Gustav von Vaerst (19 de abril de 1894-10 de octubre de 1975) fue un general alemán durante la II Guerra Mundial.
Fue el último comandante del 5.º Ejército Panzer, que se vio atrapado en el Norte de Túnez, entre el 28 de febrero al 9 de mayo de 1943. Se rindió con su ejército a las fuerzas británicas y estadounidenses y fue retenido en cautividad hasta su liberación en 1947.

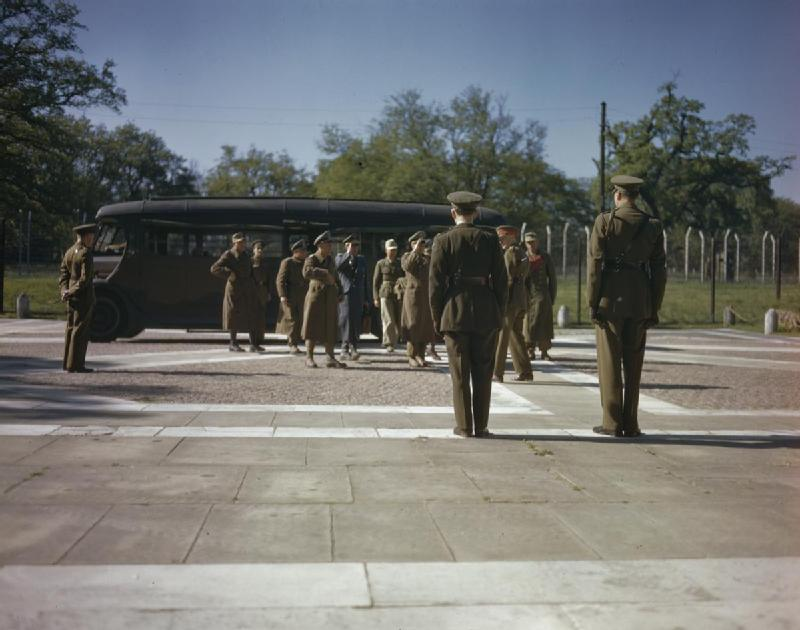
Oficiales alemanes, incluido Vaerst, llegan al campo de prisioneros de guerra en el Reino Unido, junio de 1943.